# Manuel Sola
Pour les articles homonymes, voir Sola.
Sola  Arjona est un nom espagnol. Le premier nom de famille, en général paternel, est Sola ; le second, en général maternel, souvent omis, est Arjona.
Manuel Sola Arjona,, né le 18 avril 1992 à Huéscar (Andalousie), est un coureur cycliste espagnol.

## Biographie
En 2008, Manuel Sola devient champion d'Espagne sur route dans la catégorie cadets (moins de 17 ans). Deux ans plus tard, il termine deuxième au classement final de la Coupe d'Espagne juniors (moins de 19 ans). Il réalise ensuite ses débuts espoirs en 2011 dans la réserve de l'équipe professionnelle Andalucía. 
En 2014, il évolue ensuite au niveau continental au sein de la formation serbe Keith Mobel-Partizan. L'année suivante, il retourne dans les rangs amateurs pour intégrer la réserve de Caja Rural-Seguros RGA. Une blessure au genou met un terme à sa saison dès le mois de juin. 
Lors de la saison 2016, il se distingue en remportant notamment le Tour de Zamora, une course par étapes du calendrier national. Il court également pendant quelques mois au niveau professionnel avec l'équipe Burgos BH. De retour chez les amateurs, il s'impose en 2017 sur la Subida a Urraki, tout en obtenant diverses places d'honneur. Ses qualités de grimpeur lui permettent également de briller au niveau UCI, comme en témoigne sa sixième place sur la Classica da Arrábida. La même année, il est stagiaire professionnel chez Caja Rural-Seguros RGA. 
Pour la saison 2018, il décide de s'engager en faveur de l'équipe continentale portugaise RP Boavista. Il est cependant suspendu en raison d'un contrôle positif à la testostérone lors du Tour de Navarre 2017. La Fédération espagnole le bannit des compétitions pour une durée de trois ans, jusqu'en octobre 2020.

## Palmarès
- 2008
  -  Champion d'Espagne sur route cadets
- 2010
  - 2e de la Coupe d'Espagne juniors
- 2013
  - 3e du championnat d'Andalousie du contre-la-montre espoirs
  - 3e du championnat d'Andalousie sur route espoirs
- 2016
  - Almuñécar Cota 1200
  - Premio Nuestra Señora de Oro
  - Tour de Zamora :
    - Classement général
    - 2e étape (contre-la-montre par équipes)
- 2017
  - Subida a la Virgen de la Sierra
  - Subida a Urraki
  - 1re étape du Tour de Zamora (contre-la-montre par équipes)
  - 2e du Trophée Iberdrola
  - 3e du Mémorial Valenciaga

## Classements mondiaux
| Année            | 2016   | 2017   |
| ---------------- | ------ | ------ |
| UCI Europe Tour  | 1 688e | 1 316e |
| UCI America Tour |        | 351e   |